# Gad Saad
 (mars 2024).
La mise en forme du texte ne suit pas les recommandations de Wikipédia : il faut le « wikifier ».
Les points d'amélioration suivants sont les cas les plus fréquents. Le détail des points à revoir est peut-être précisé sur la page de discussion.
- Les titres sont pré-formatés par le logiciel. Ils ne sont ni en capitales, ni en gras.
- Le texte ne doit pas être écrit en capitales (les noms de famille non plus), ni en gras, ni en italique, ni en « petit »…
- Le gras n'est utilisé que pour surligner le titre de l'article dans l'introduction, une seule fois.
- L'italique est rarement utilisé : mots en langue étrangère, titres d'œuvres, noms de bateaux, etc.
- Les citations ne sont pas en italique mais en corps de texte normal. Elles sont entourées par des guillemets français : « et ».
- Les listes à puces sont à éviter, des paragraphes rédigés étant largement préférés. Les tableaux sont à réserver à la présentation de données structurées (résultats, etc.).
- Les appels de note de bas de page (petits chiffres en exposant, introduits par l'outil «  Source ») sont à placer entre la fin de phrase et le point final[comme ça].
- Les liens internes (vers d'autres articles de Wikipédia) sont à choisir avec parcimonie. Créez des liens vers des articles approfondissant le sujet. Les termes génériques sans rapport avec le sujet sont à éviter, ainsi que les répétitions de liens vers un même terme.
- Les liens externes sont à placer uniquement dans une section « Liens externes », à la fin de l'article. Ces liens sont à choisir avec parcimonie suivant les règles définies. Si un lien sert de source à l'article, son insertion dans le texte est à faire par les notes de bas de page.
- La présentation des références doit suivre les conventions bibliographiques. Il est recommandé d'utiliser les modèles {{Ouvrage}}, {{Chapitre}}, {{Article}}, {{Lien web}} et/ou {{Bibliographie}}. Le mode d'édition visuel peut mettre en forme automatiquement les références.
- Insérer une infobox (cadre d'informations à droite) n'est pas obligatoire pour parachever la mise en page.

Pour une aide détaillée, merci de consulter Aide:Wikification.
Si vous pensez que ces points ont été résolus, vous pouvez retirer ce bandeau et améliorer la mise en forme d'un autre article.
Pour les articles homonymes, voir Saad.
Gad Saad ( /ˈ ɡ æ ré ˈs æ d / ; arabe : جاد سعد ; né le 13 octobre 1964 à Beyrouth, au Liban) est professeur de marketing à la John Molson School of Business (en) de l'université Concordia du Québec. Il est connu pour son application de la psychologie évolutionniste au marketing et au comportement des consommateurs,.

## Jeunesse et éducation
Saad est né en 1964 à Beyrouth, dans une famille juive. Il est d'origine juive libanaise et juive syrienne. Sa famille a fui en octobre 1975 à Montréal pour échapper à la guerre civile libanaise.
Il a obtenu un Bachelor of Science et Master of Business Administration de l'université McGill, ainsi qu'un Master of Science et doctorat de l'université Cornell, sous la direction de J. Edward Russo, psychologue et théoricien de la prise de décision.
Saad se dit religieusement athée et culturellement juif.

## Carrière
Saad est professeur de marketing à l'université Concordia depuis 1994. Depuis 2020, il est titulaire de la Chaire de recherche de l'université Concordia en sciences comportementales évolutionnistes et consommation darwinienne. Pendant cette période, il a également occupé des postes de professeur invité à l'université Cornell, au Dartmouth College et à l'université de Californie à Irvine. Il a été rédacteur associé de la revue Evolutionary Psychology (en) de 2012 à 2015. Il est chercheur consultatif au Centre for Inquiry Canada (en).
Saad anime une émission sur YouTube intitulée The Saad Truth (« La Vérité de Saad », jeu de mots avec « The Sad Truth », « La triste vérité »). En février 2021, sa chaîne avait reçu plus de 22 millions de vues.
Saad écrit un blog pour Psychology Today intitulé Homo Consumericus.

## Recherche
L’un des axes de recherche explorés par Saad concerne la manière dont les hormones affectent les consommateurs dans leurs prises de décision. Des exemples de ces recherches incluent la façon dont les produits visuellement attractifs affectent les niveaux de testostérone,, comment les niveaux de testostérone affectent diverses formes de prise de risque,,, et comment les hormones du cycle menstruel affectent les décisions d'achat,. Un autre de ses axes de recherche porte sur les cadeaux, notamment sur les variations sexuelles de motivations de don,,,.

## Couverture et impact médiatiques
Saad a été présenté dans le Toronto Star et l'histoire de sa vie a été documentée par la Télévision française d'Ontario. Ses opinions ont également été mentionnées dans The Economist, Forbes, Chatelaine (en), Time, The Globe and Mail, et The New York Times.
Il a contribué au Huffington Post et au Wall Street Journal.
Il est apparu sur Reason TV en novembre 2011. En septembre 2015, Saad a été interviewé par TJ Kirk (en) sur le podcast Drunken Peasants (en).
En 2022, il avait figuré dans sept épisodes du podcast de Joe Rogan, The Joe Rogan Experience. En février 2022, Spotify a supprimé 70 épisodes du podcast, dont l'un mettait en vedette Saad, apparemment à la propre demande de Rogan,.
Il est également apparu sur le podcast Making Sense de Sam Harris (alors intitulé Waking Up), The Adam Carolla Show (en), Talk Nerdy with Cara Santa Maria (en) et The Rubin Report (en).
Il a exprimé à plusieurs reprises ses inquiétudes face à la montée du totalitarisme et de l'antisémitisme au Canada,,. Lors de la manifestation du convoi de la liberté canadien, Saad a tweeté au Premier ministre indien Narendra Modi : « Cher @narendramodi, nous cherchons à quitter le Canada pour échapper à la dictature. Y a-t-il de la place pour nous en Inde ? » et aux États-Unis : « Je dois fuir le Canada pour commencer une nouvelle vie aux États-Unis. Voulez-vous nous accueillir ? »